# Eine Frau für drei Tage

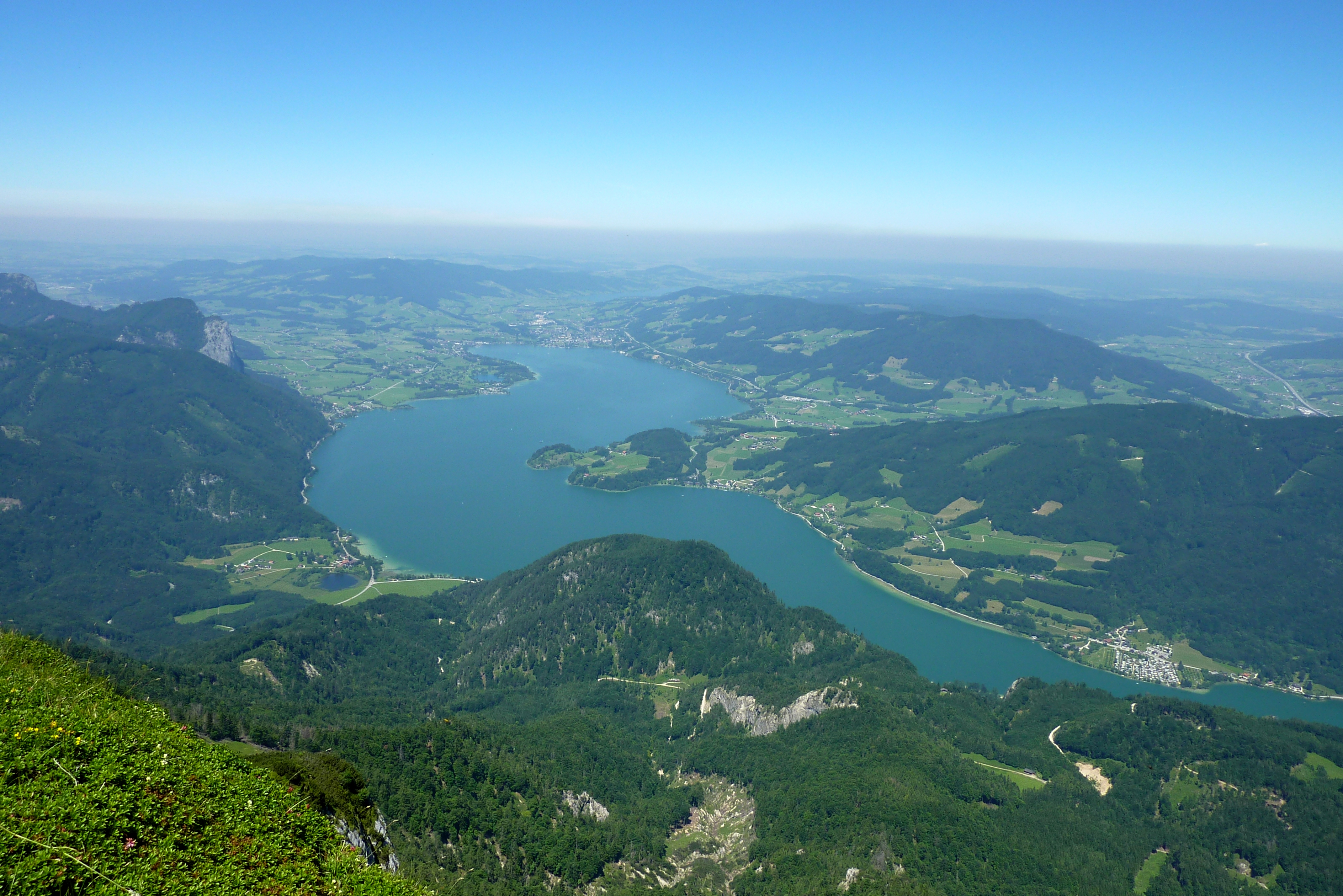
Die Handlung des Films beginnt am Mondsee in Österreich.

Eine Frau für drei Tage ist ein deutscher Spielfilm (Liebesfilm), den Regisseur Fritz Kirchhoff 1943 für die UFA inszeniert hat. Uraufgeführt wurde der in Schwarzweiß produzierte Film, dessen Kinoauswertung von der Deutschen Filmvertriebs GmbH betreut wurde, im Jahre 1944. Dem Film liegt der 1942 erschienene gleichnamige Roman von Elisabeth Gürt zugrunde.

## Handlung
Ort der Handlung ist zunächst Plomberg am Mondsee (Österreich), die Zeit eine fiktive Gegenwart, in der ein Zweiter Weltkrieg gar nicht stattzufinden scheint. Lisa, eine junge Sportlehrerin aus Berlin, war krank und zur Erholung zehn Tage lang in Ferien. Im Zug, der sie nach Berlin zurückbringen soll, begegnet sie Hanns, einem liebenswerten jungen Ingenieur aus Hamburg, der leider ein gewohnheitsmäßiger Herzensbrecher ist und von Frau zu Frau gaukelt wie ein Schmetterling von Blume zu Blume. Im letzten Augenblick vor der Abfahrt erhält Lisa einen Abschiedsbrief von Benno, ihrem bisherigen Partner, der wohl auch der Grund dafür ist, dass Lisa überhaupt krank geworden ist. Hanns ist von der jungen Frau und ihrer Niedergeschlagenheit berührt, er hängt sich an Lisas Fersen und beginnt sich liebevoll und resolut um sie zu kümmern.
Hanns plant, in Berlin drei Tage zu verbringen und dann nach Hamburg weiterzureisen. Seinen Vorschlag, diese drei Tage zusammen zu verbringen, weist Lisa zunächst entschieden zurück, ist nach der Ankunft in Berlin aber bereit, gemeinsam noch den Zoo zu besuchen. Sie findet Hanns zunächst aufdringlich; erst allmählich beginnt sie, ihn zu mögen. Nachdem er sie an ihrer Wohnung abgesetzt hat, bereut sie schließlich auch ihr Nein zu seinem Vorschlag einer zeitlich begrenzten Liebesaffäre. Als er ihr teure Blumen schickt und sie für den Nachmittag zum Tanztee in ein Gartenlokal einlädt, willigt sie gern ein. Allerdings lässt sich beim Tanztee zufällig auch der Exfreund Benno blicken, was Lisa so ernüchtert, dass sie das Rendezvous mit Hanns abbricht. Benno, der die Trennung gern rückgängig machen würde, folgt Lisa in ihre Wohnung, wo er von ihr mit klaren Worten abgewiesen wird.
Hanns war nach dem Zoobesuch und vor dem Tanztee in der Wohnung seines vorübergehend abwesenden Bruders abgestiegen. Dort fand sich gleichzeitig Annemarie ein, seine Cousine. Annemarie liebt Hanns, gibt sich aber keinen Illusionen darüber hin, dass der Filou ihre Gefühle jemals erwidern werde. Hanns, der zu diesem Zeitpunkt noch nicht ahnt, dass er Lisas Telefonnummer herausfinden und sie zum Tanztee einladen wird, verspricht Annemarie, sie abends in ein Restaurant auszuführen. Da Lisa dann vom Tanztee nach Hause flieht und ihn auch nicht in ihre Wohnung mitnimmt, hat Hanns keine Bedenken, am Abendessen mit Annemarie festzuhalten. Für Annemarie, die Hanns komplett durchschaut hat, ihre Verliebtheit aber doch nicht abzuschütteln vermag, bringt dieser Abend ein Wechselbad der Gefühle, zumal Hanns sie zum Abschied auch noch küsst.
Anschließend – es ist nun später Abend – passt Hans Lisa aber vor ihrer Wohnung ab und verbringt die Nacht bei ihr. Am nächsten Morgen verlässt er das Haus, um seinen Koffer zu holen: er möchte die drei Tage bei Lisa verbringen. In einer Tasche seines Mantels entdeckt Lisa mehrere Postkarten, die Hanns am Vortage an diverse Frauen adressiert, aber nicht abgeschickt hatte. Lisa ist außer sich vor Enttäuschung und vor Schmerz, verbeißt sich ihr Leid jedoch und spielt Hanns von nun an die Lebenslustige vor, die – wie er – nur eine kurze Liebelei wünscht und an einer Bindung angeblich gar kein Interesse hat. Gemeinsam verbringen sie den Rest des Tages und eine weitere Nacht in ihrer Wohnung.
Am nächsten Morgen erleidet Lisa weiteren Katzenjammer: sie entdeckt, dass die Postkarten aus der Manteltasche verschwunden sind, und glaubt, Hanns habe sie abgeschickt. Tatsächlich hatte Hanns die Karten am Vortage in den Müll gesteckt. In ihrem Schmerz schreibt sie ihm eine Gleichgültigkeit vorschützende Abschiedsnotiz und verlässt die Wohnung, um zur Arbeit fahren. Es ist Montagmorgen. Sie rechnet damit, ihn nicht mehr wiederzusehen.
Mittags holt Hanns Lisa von der Schule ab und stellt sie zur Rede, erfährt aber nur, dass sie über den bevorstehenden Abschied gar nicht bekümmert sei. Irritiert beschließt er, nicht wie geplant bis zum Nachmittag in Berlin zu bleiben, sondern bereits den allernächsten Zug nach Hamburg zu nehmen. Lisa begleitet ihm zum Zug, spielt weiter die Unbeschwerte und verlässt so den Bahnsteig. Als der Zug sich bereits in Bewegung setzt, steigt Hanns wieder aus. Er findet Lisa auf einer Bank sitzend. Sie weint. Die Liebenden sprechen sich aus, Hanns klärt die Sache mit den Postkarten auf und verspricht Lisa, dass er bei ihr bleiben wird.

## Produktion und Kinoauswertung
Drehbuchautorin Thea von Harbou (Metropolis, M) war eine der Großen ihres Fachs in Deutschland und blieb dies, weil sie sich dem Nationalsozialismus anzupassen wusste, auch über das Jahr 1933 hinaus. Das Buch, das sie für den Film adaptierte, war der Erstlingsroman der noch sehr jungen österreichischen Schriftstellerin Elisabeth Gürt. Das Sujet traf den Nerv der Zeit, weil sich seit 1942 die meisten wehrfähigen Männer im Fronteinsatz befanden. Obwohl im Zentrum des Films die Fronturlauberthematik steht, werden die brisanten Themen Krieg und Lebensmittelknappheit, um den Kinobesucherinnen das Träumen zu erleichtern, wie in vielen Filmen dieser Zeit auch in Eine Frau für drei Tage vollständig ausgespart.
Regisseur Fritz Kirchhoff war, obwohl er auch an zwei Propagandafilmen mitgewirkt hat, auf Unterhaltungsfilme spezialisiert. Mit Carl Raddatz hatte er ein Jahr zuvor bereits bei dem Film Der 5. Juni zusammengearbeitet. Der 31-jährige Raddatz war zu diesem Zeitpunkt sehr populär, das Publikum kannte ihn in den Rollen schneidiger Offiziere (Wunschkonzert, Stukas, Über alles in der Welt, Der 5. Juni) und Liebhaber (Heimkehr, Immensee). Mit seiner Leinwandpartnerin, der 21-jährigen Hannelore Schroth, war Raddatz bis zur Scheidung Anfang 1945 auch privat verbunden. Schroth stammte aus einer bedeutenden Schauspielerfamilie (Eltern: Heinrich Schroth, Käthe Haack, Halbbruder: Carl-Heinz Schroth) und war durch Filme wie Kitty und die Weltkonferenz, Friedrich Schiller – Der Triumph eines Genies und Sophienlund als Darstellerin bezaubernder und komplexer, aber bodenständiger junger Mädchen bestens eingeführt. Eine Frau für drei Tage war ihr erster gemeinsamer Film mit Raddatz; später folgten noch Unter den Brücken (1944/46) und Taxi-Kitty (1950).
Die komplexeste Figur des Films, Hanns’ Cousine Annemarie, wurde von der 31-jährigen Ursula Herking verkörpert, die zu diesem Zeitpunkt bereits eine lange Laufbahn als Komödiantin und Charakterdarstellerin hinter sich hatte. Abgesehen von ihren Auftritten in Heimatland und Zwölf Minuten nach zwölf (beide 1939) war die Rolle der Annemarie eine der größten, die Herking in der Zeit des Zweiten Weltkrieges spielen konnte.
Für Kameramann Werner Krien waren die Dreharbeiten die ersten seit dem großen Farbfilm Münchhausen (1942/1943).
Die Dreharbeiten fanden unter Kriegsbedingungen vom 1. März bis zum Juli 1943 in Berlin, Berlin-Wannsee, Potsdam, in den Havellandschaften, Salzburg und Mondsee statt. Berlin wurde im Jahre 1943 bereits vielfach von der britischen und der amerikanischen Luftwaffe bombardiert.
Der Filmzensur wurde der Film am 9. März 1944 vorgelegt. Aufgrund der Thematik erhielt er Jugendverbot. Die Uraufführung erfolgte in Berlin (BTL Potsdamer Straße) am 19. Mai 1944.
Eine Fernsehausstrahlung erfolgte am 28. August 1978 bei DFF 1.

## Kritik
„Unscheinbare kleine Liebeskomödie mit einigen frivol-witzigen Passagen.“